# Dado Coletti
 (février 2024).
Pour les articles homonymes, voir Coletti.
Dado Coletti, nom de scène de Riccardo Broccoletti, né le 27 aout 1974 à Rome,  est un acteur, animateur de télévision et animateur de radio italien.

## Biographie
Il est inscrit à l'école d' Enzo Garinei, il fait ses débuts au Teatro Sistina, pour poursuivre ses études en suivant des cours de mime et de doublage.
Protagoniste de la télévision pour enfants, il travaille en 1991 pour le Disney Club , où il reste jusqu'en 1994 puis revient un an plus tard jusqu'en 1999 en binôme avec Francesca Barberini . Cette année-là, il a également animé, sur Raiuno, l'émission télévisée Big!.
En 1999 sa première expérience en tant qu'acteur de télévision, avec Morte di una ragazza perbene (mort d'une fille respectable), réalisé par Luigi Perelli. Actuellement, il est animateur radio sur Rai Isoradio.

## Filmographie
- 1995 : I laureati (it) de Leonardo Pieraccioni
- 2001 : South Kensington de Carlo Vanzina
- 2003 : La mia vita a stelle e strisce (it) de Massimo Ceccherini